# Sasha Weemaes
Sasha Weemaes (Sint-Niklaas, 9 februari 1998) is een Belgisch wielrenner en baanwielrenner. Weemaes rijdt anno 2024 voor Bingoal WB.

## Overwinningen

### Baanwielrennen
| Jaar         | BK                                                                                              | EK                   | WK           | Overige      |
| Nieuwelingen | Nieuwelingen                                                                                    | Nieuwelingen         | Nieuwelingen | Nieuwelingen |
| ------------ | ----------------------------------------------------------------------------------------------- | -------------------- | ------------ | ------------ |
| 2014         | sprint · achtervolging · 500m · puntenkoers · ploegenachtervolging · ploegensprint · ploegkoers |                      |              |              |
| Junioren     |                                                                                                 |                      |              |              |
| 2015         | 1km · achtervolging                                                                             |                      |              |              |
| 2016         | afvalling · achtervolging · scratch · omnium · ploegkoers · puntenkoers · 1km                   |                      |              |              |
| Beloften     |                                                                                                 |                      |              |              |
| 2017         |                                                                                                 | ploegenachtervolging |              |              |
| 2018         |                                                                                                 |                      |              |              |
| 2019         |                                                                                                 | ploegenachtervolging |              |              |
| Elite        |                                                                                                 |                      |              |              |
| 2019         | achtervolging · puntenkoers                                                                     |                      |              |              |

### Weg
2013
 Belgisch kampioen op de weg (nieuwelingen)
 Belgisch kampioen tijdrijden (nieuwelingen)
2014
 Belgisch kampioen tijdrijden (nieuwelingen)
2016
 Belgisch kampioen ploegtijdrijden (junioren)
2017
5e etappe Ronde van de Provincie Oost-Vlaanderen
3e etappe Ronde van Moselle
2018
Handzame Challenge
1e etappe Paris-Arras Tour
Evergem-Belzele
 Belgische kampioen tijdrijden (beloften)
2019
Sint-Elooisprijs
2020
Heistse Pijl
2021
Sint-Elooisprijs
2022
Trofee Maarten Wynants
2023
7e etappe Ronde van Langkawi

## Resultaten in voornaamste wedstrijden
|      | \| Jaar \| Gent-Wevelgem \| Parijs-Roubaix \| Scheldeprijs \| \| ---- \| ------------- \| -------------- \| ------------ \| \| 2019 \| \| \| opgave \| \| 2020 \| opgave \| \| 34e \| \| 2021 \| \| \| opgave \| \| 2022 \| \| \| opgave \| \| 2023 \| \| \| \| \| 2024 \| \| opgave \| 31e \| \| 2025 \| \| \| 10e \| |                |              |
| Jaar | Gent-Wevelgem | Parijs-Roubaix | Scheldeprijs |
| 2019 | |                | opgave       |
| 2020 | opgave |                | 34e          |
| 2021 | |                | opgave       |
| 2022 | |                | opgave       |
| 2023 | |                |              |
| 2024 | | opgave         | 31e          |
| 2025 | |                | 10e          |

## Ploegen
- 2019 –  Topsport Vlaanderen-Baloise
- 2020 –  Topsport Vlaanderen-Baloise
- 2021 –  Sport Vlaanderen-Baloise
- 2022 –  Sport Vlaanderen-Baloise
- 2023 –  Human Powered Health
- 2024 –  Bingoal WB
- 2025 –  Wagner Bazin WB

Allegaert · Capiot · De Ketele · De Pauw · De Vylder · Declercq · Deltombe · Ghys · Menten · Noppe · Em. Planckaert · Ed. Planckaert · Sprengers · Van Gestel · Van Gompel · Van Hecke · Van Poucke · Van Rooy · Verwilst · Warlop · Weemaes · Willems
Apers · Berckmoes · Bonneu · Braet · Colman · 
De Pestel · De Vylder · De Wilde · Dens · 
Fretin · Ghys · Herregodts · Hesters · Marit · Mertens · Reynders · Van Poucke · Van Rooy · Vanhoof · Verwilst · Weemaes
Aasvold · Aniołkowski · Banaszek · Bassett · Chrétien · Coté · de Vos · Double · Gibson · Greenberg · Haga · Hecht · Jensen · Joyce · Krul · Lemmen · McGill · Peák · Perry · Schönberger · Svestad-Bårdseng · Van Hoecke · Weemaes
Blouwe · De Meester · De Tier · Desal · Matthys · Meens · Mertens (tot 31/5) · Persico · Peyskens · Portsmouth · Salby · Teugels · Tizza · Van Boven · Van der Beken · Van Rooy · Vandepitte · Vermoote · Villa · Vliegen · Weemaes · Van Petegem (stagiair)